# Metacantharis raptor
Metacantharis raptor là một loài bọ cánh cứng trong họ Cantharidae. Loài này được Ballion miêu tả khoa học năm 1870.